# YouTorrent
O YouTorrent era um mecanismo de pesquisa do BitTorrent que permitia pesquisas paralelas em diferentes mecanismos de pesquisa de torrent .
Em 14 de abril de 2008, o YouTorrent passou de uma pesquisa em todos os sites de torrent para apenas sites que fornecem conteúdo licenciado e certificado. Essa mudança irritou muitos usuários e fez com que muitos deles deixassem o site. 
Em 4 de abril de 2013, o YouTorrent encerrou seus serviços dizendo "A estigmatização da palavra torrent se mostrou um obstáculo difícil de superar ao tentar criar uma plataforma legítima e legal". e introduziu uma nova plataforma chamada Clowdy. Clowdy é uma plataforma com música, filme e fotografia em um só lugar.

## História
O domínio do YouTorrent.com foi comprado por US $ 20.000. Ele originalmente procurou torrents na The Pirate Bay . 